# フォーコート・オブ・ザ・スターズ

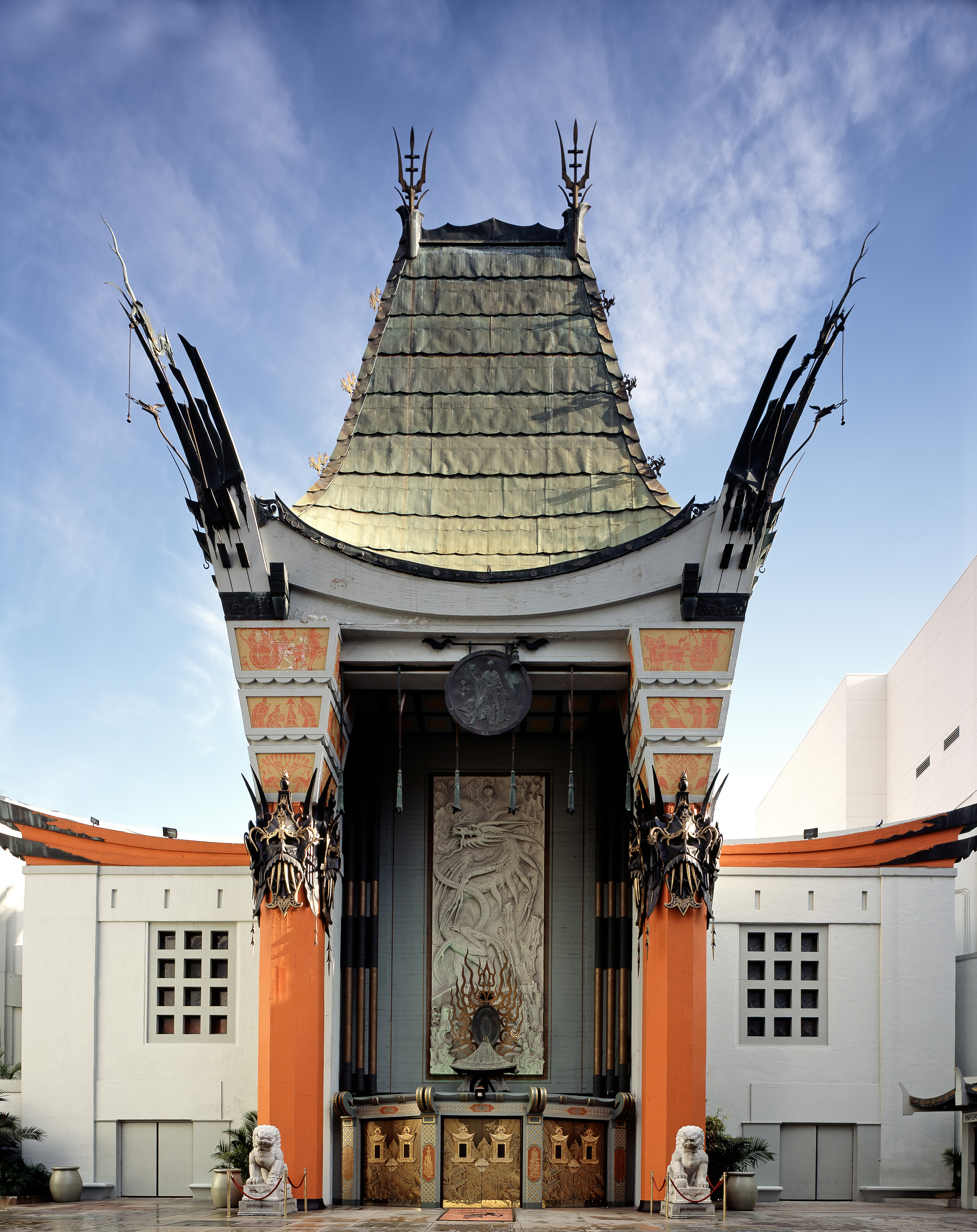
グローマンズ・チャイニーズ・シアターの入口

フォーコート・オブ・ザ・スターズ（Forecourt of the Stars、「スターたちの前庭」）は、アメリカ合衆国・ハリウッドにある映画館・グローマンズ・チャイニーズ・シアターの前庭である。ここは、ハリウッドスターを中心とする約300人の著名人の手形・足形が刻まれたセメントタイルが埋め込まれていることで知られている。

## 概要
この慣習は、チャイニーズ・シアターを建設した興行師シド・グローマンによって始められたものである。劇場建設中に、誰かがまだ乾いていないセメントを誤って踏んでしまったの見たグローマンが、これはスターの記録を永久に残す良い手段だと考え、選ばれた映画界の著名人を招いて、セメントに手形・足形を残すことを始めた。そのセメントを踏んだのが誰なのかについては、グローマン自身が様々な話をしており、定かではない。少なくとも以下の5つのバージョンがある。
- ノーマ・タルマッジ
- ダグラス・フェアバンクスとメアリー・ピックフォード
- シド・グローマン本人
- 猫
- 石工のジーン・クロスナー

また、チャールズ・チャップリンがハリウッドに自分のスタジオを建てたときに、セメントの塊にサインを入れたのを、チャップリンの友人だったグローマンが真似たとする説もある。
人選はグローマン自身が行っていたが、グローマンの死後もこの慣習は続いており、人選の基準は公開されていない。

## 一覧
以下は、フォーコート・オブ・ザ・スターズに手形のある著名人を、手形が設置された順番に並べた一覧である。複数人のタイルの設置式典が同時に行われた場合は1行にまとめて書いているが、多くの場合、タイルはそれぞれの人物につき1枚ずつ設置されている。手形・足形以外のものがタイルに刻まれている場合は、それを後に記載している。
なお、グローマンの友人であるチャールズ・チャップリンのタイルは現存せず、第二次世界大戦後にチャップリンがアメリカの映画界から追放されたときにタイルも撤去されたという噂が流れているが、チャイニーズ・シアターによれば、そもそもチャップリンのタイルの設置自体が行われていない。

### 1920年代

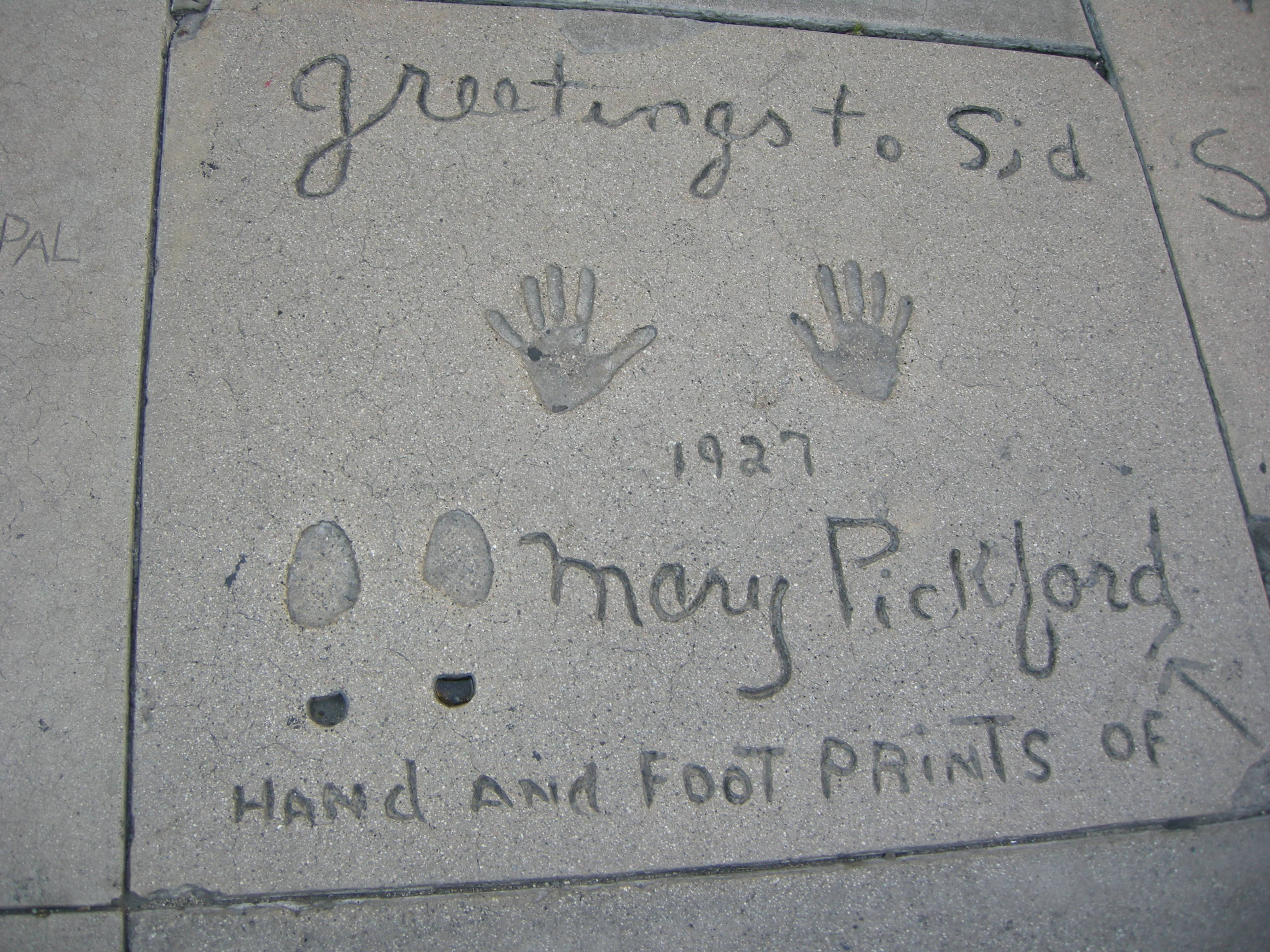
メアリー・ピックフォードのタイル。1927年4月

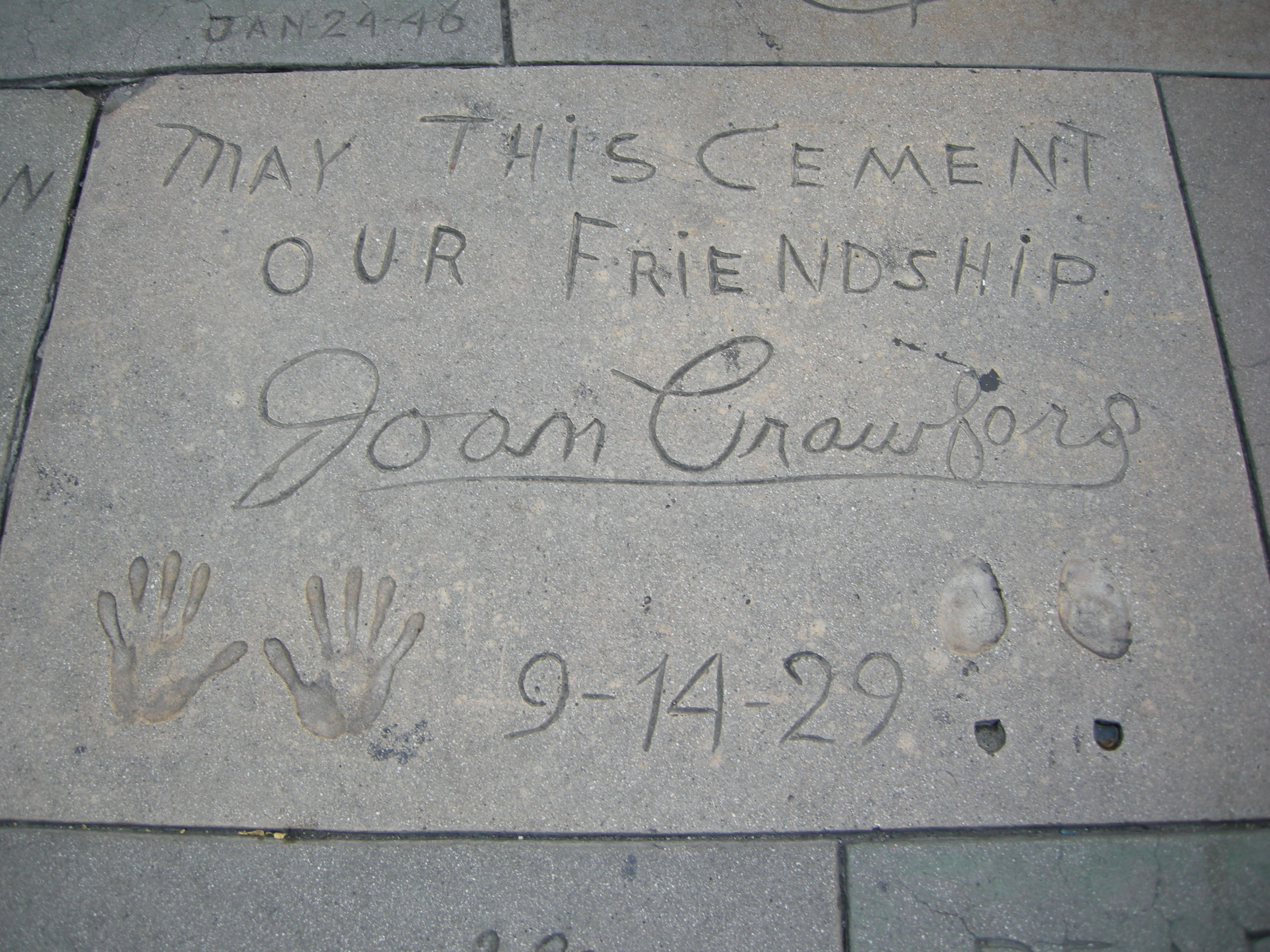
ジョーン・クロフォードのタイル。1929年9月

- メアリー・ピックフォード（1927年4月30日）
- ダグラス・フェアバンクス（1927年4月30日）
- ノーマ・タルマッジ（1927年5月18日）
- ノーマ・シアラー（1927年8月1日）
- ハロルド・ロイド（1927年11月21日） - ロイドの象徴だった眼鏡の型も刻まれた。
- ウィリアム・S・ハート（1927年11月28日）- リボルバーの型も刻まれた。
- トム・ミックスと「ワンダーホース（英語版）」トニー（1927年12月12日）
- コリーン・ムーア（1927年12月19日）
- グロリア・スワンソン（1927年）
- コンスタンス・タルマッジ（1927年）
- ポーラ・ネグリ（1928年4月2日）
- ビーブ・ダニエルズ（1929年5月11日）
- マリオン・デイヴィス（1929年5月13日）
- ジャネット・ゲイナー（1929年5月29日）
- ジョーン・クロフォード（1929年9月14日）

### 1930年代

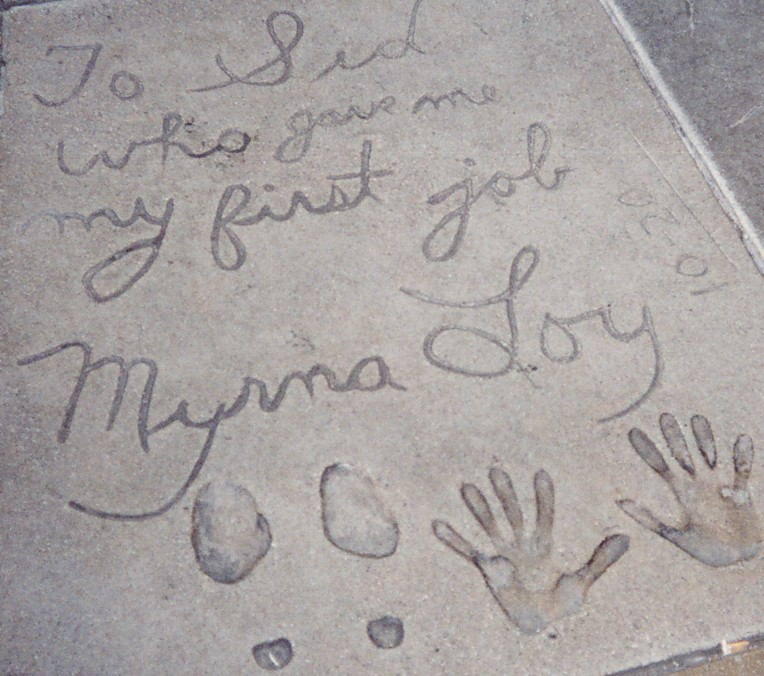
1936年10月にパネルが設置されたマーナ・ロイのように、多くの人が、シド・グローマンへの個人的なメッセージをセメントパネルに刻んでいる。ロイの最初の仕事は、グローマンの劇場でのダンサーだった。

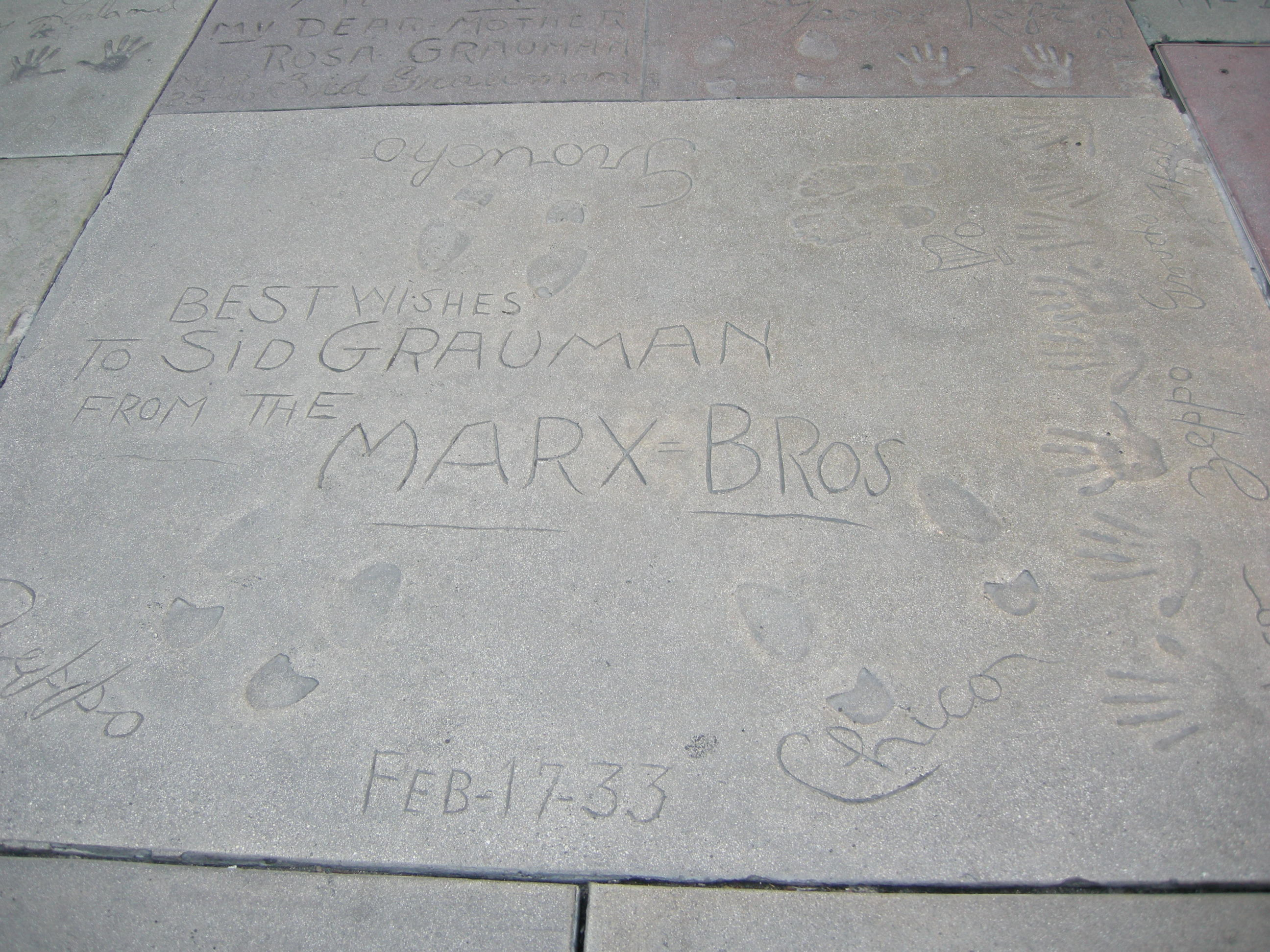
マルクス兄弟のタイル。1933年2月

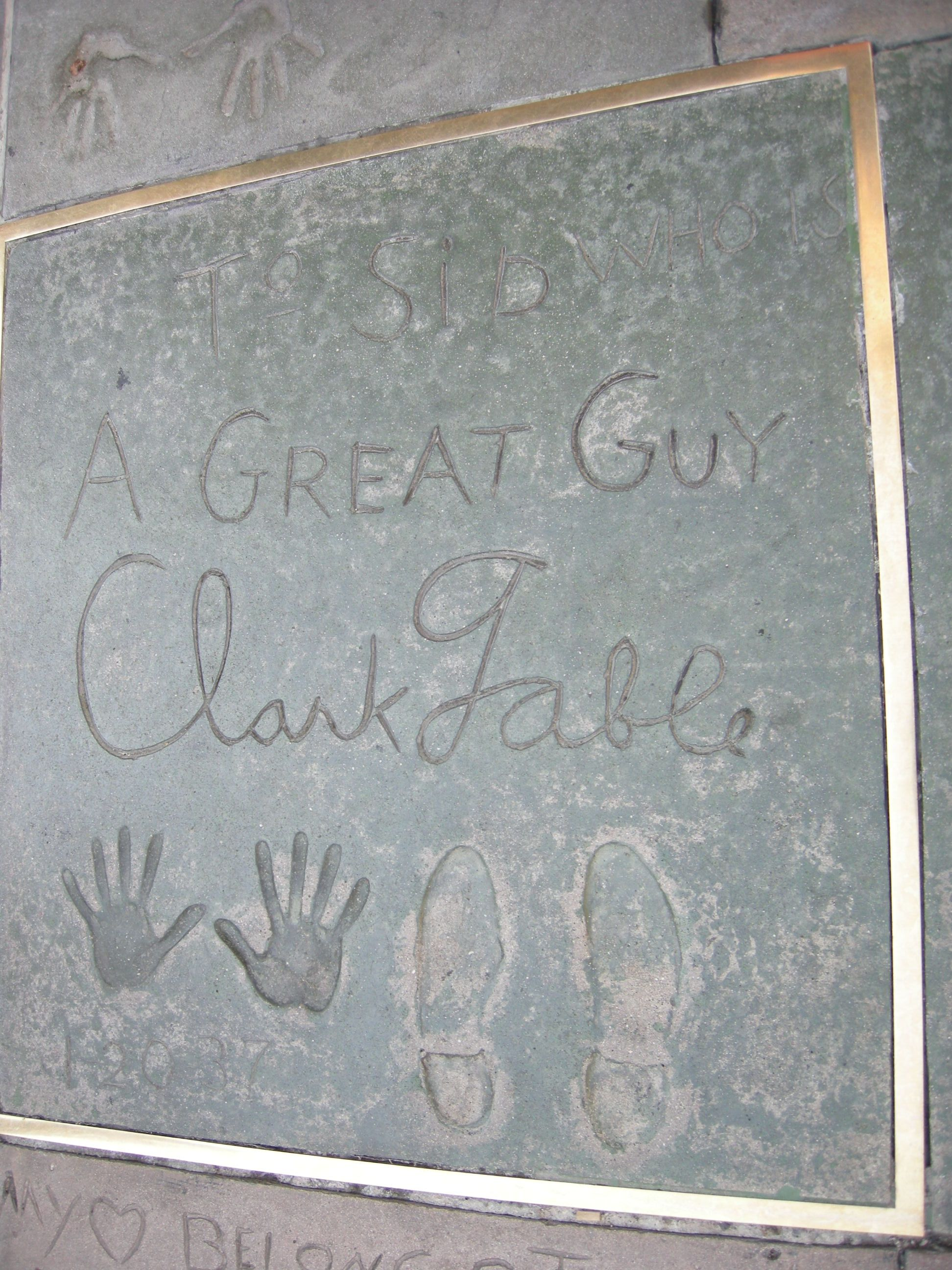
クラーク・ゲーブルのタイル。1937年1月

- アン・ハーディング（1930年8月30日）
- ラオール・ウォルシュ（1930年11月14日）
- 『惨劇の波止場』のキャスト（1931年1月31日）
  - マリー・ドレスラー
  - ウォーレス・ビアリー
- ジャッキー・クーパー（1931年12月12日）
- エディ・カンター（1932年3月9日）
- ダイアナ・ウィンヤード（1933年1月26日）
- マルクス兄弟（1933年2月17日） - グルーチョ・マルクスの葉巻たばこの型も刻まれた。
- ジーン・ハーロウ (1933年9月25日、9月29日)
- モーリス・シュヴァリエ（1934年12月4日）
- ジャネット・マクドナルド（1934年12月4日）
- シャーリー・テンプル（1935年3月14日） - 当時6歳
- ジョー・E・ブラウン（英語版）（1936年3月5日）
- アル・ジョルソン（1936年3月12日）
- フレディ・バーソロミュー（1936年4月4日）
- ビング・クロスビー（1936年4月8日）
- ヴィクター・マクラグレン（1936年5月25日）
- ウィリアム・パウエル、マーナ・ロイ（1936年10月20日）
- クラーク・ゲーブル、W・S・ヴァン・ダイク（1937年1月20日）
- ディック・パウエル、ジョーン・ブロンデル（1937年2月10日）
- フレドリック・マーチ（1937年4月21日）
- メイ・ロブソン（1937年4月22日）
- タイロン・パワー、ロレッタ・ヤング（1937年5月31日）
- ソニア・ヘニー（1937年6月28日）- アイススケートの型も刻まれた[4]。
- リッツ兄弟（1937年9月22日）
- エレノア・パウエル（1937年12月23日）- タップシューズの型も刻まれた[5]。
- ドン・アメチー（1938年1月27日）
- フレッド・アステア（1938年2月4日）
- ディアナ・ダービン（1938年2月7日）
- アリス・フェイ、トニー・マーティン（1938年3月20日）
- エドガー・バーゲン（英語版）と腹話術人形のチャーリー・マッカーシー（英語版）（1938年7月20日）
- ディオンヌ家の五つ子姉妹とジーン・ハーショルト（1938年10月11日） - ひび割れのため、1943年に撤去
- ミッキー・ルーニー（1938年10月18日） - 1986年に新しいものに置き換え
- ネルソン・エディ（1938年12月28日）
- ジンジャー・ロジャース（1939年9月5日）
- ジュディ・ガーランド（1939年10月10日）
- ジェーン・ウィザース（英語版）（1939年11月6日）

### 1940年代
- リンダ・ダーネル（1940年3月18日）

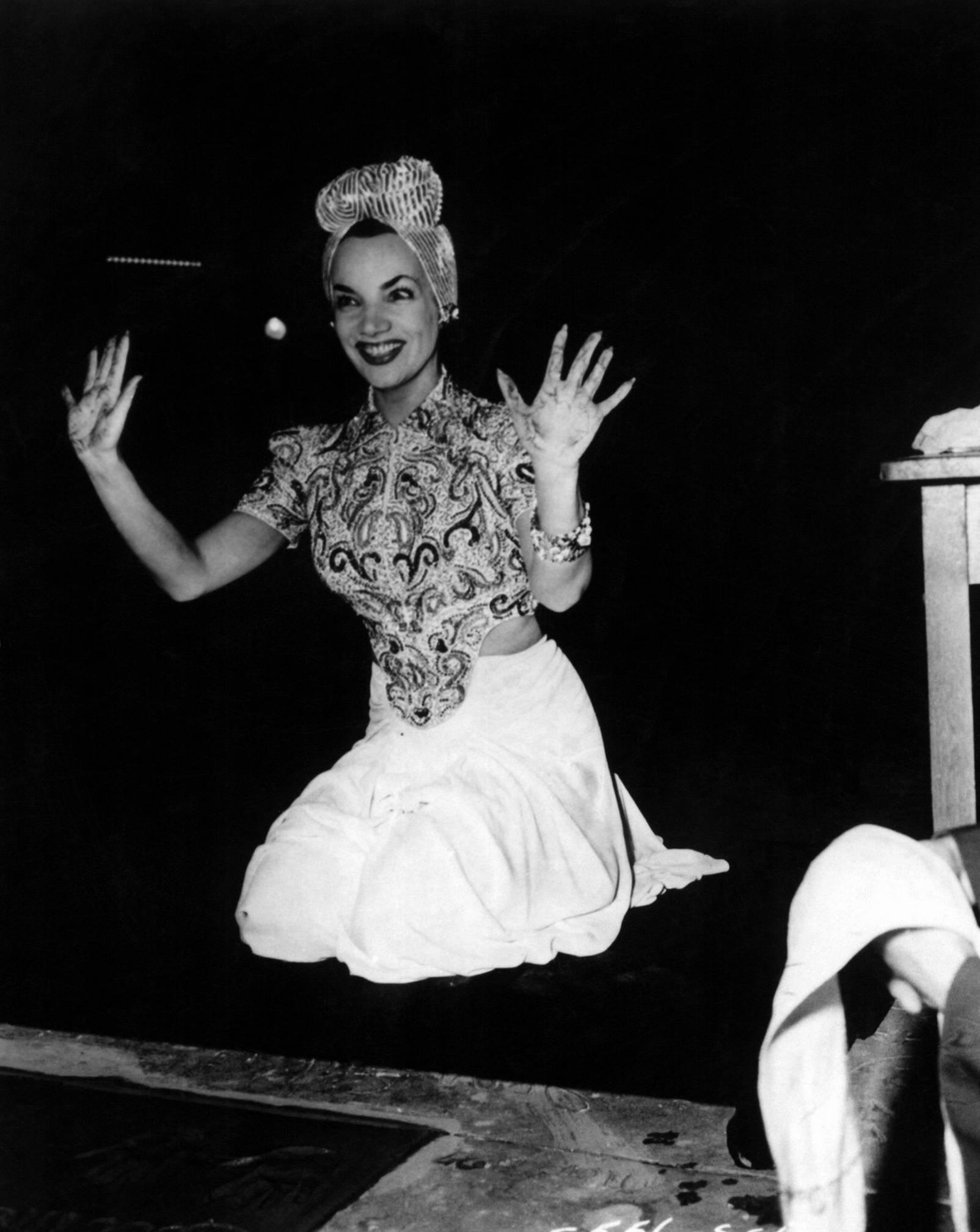
カルメン・ミランダのパネル設置式典。1941年3月24日

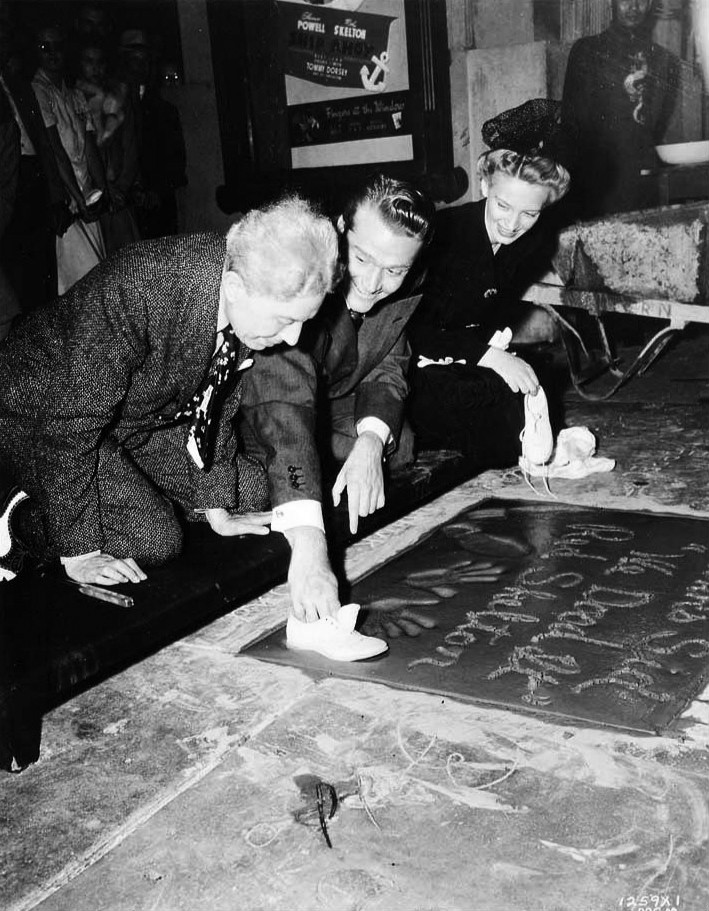
レッド・スケルトンのタイル設置の様子（1942年6月18日）。左からシド・グローマン、レッド・スケルトン、妻のエドナ・スケルトン。「ジュニア」のキャラクターの靴の足形（グローマンが持っているもの）も一緒に刻まれた。

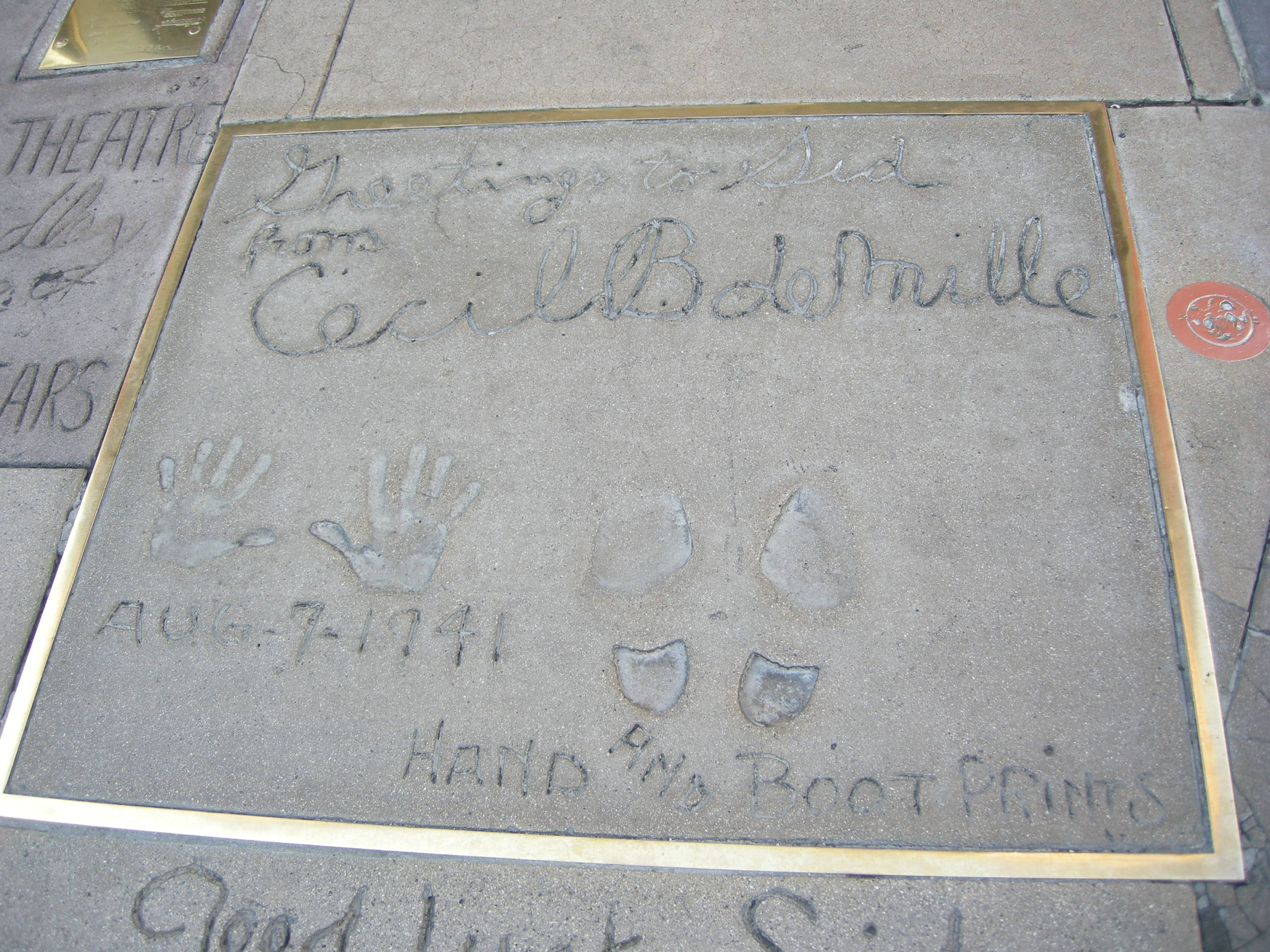
セシル・B・デミルのタイル。1941年8月

- ローザ・グローマン（劇場建設者シド・グローマンの母。その死後にシドにより設置）、ジョージ・ラフト（1940年3月25日）
- ジョン・バリモア（1940年9月5日） - 横顔の型も刻まれた[8]。
- ジャック・ベニー（1941年1月13日）
- カルメン・ミランダ（1941年3月24日）
- バーバラ・スタンウィック、ロバート・テイラー（1941年6月11日）
- ルディ・ヴァリー（1941年7月21日）
- セシル・B・デミル（1941年8月7日）
- ジェイムス・ハーディ判事一家（映画アンディ・ハーディシリーズに登場する家族）（1941年8月15日）
- アボットとコステロ（1941年12月8日）
- エドワード・アーノルド（1942年1月6日）
- ジョーン・フォンテイン（1942年5月26日）
- レッド・スケルトン（1942年6月18日） - 「ジュニア」のキャラクターの靴の型も刻まれた。
- グリア・ガースン（1942年7月23日） - 映画『ミニヴァー夫人』のフィルムや使用した小道具がセメントタイルの下に埋められ、この映画のように第二次世界大戦で銃後を支える各国の女性たちを称える銘板がタイルの上の壁に掲げられた。
- エドワード・G・ロビンソン（1942年7月24日）
- ヘンリー・フォンダ、リタ・ヘイワース、シャルル・ボワイエ（1942年7月24日）
- チャールズ・ロートン（1942年7月24日）
- ボブ・ホープ、ドロシー・ラムーア（1943年2月5日）
- ベティ・グレイブル（1943年2月15日）- セメントの上に横たわって下肢の型も刻まれた。
- モンティ・ウーリー（1943年5月28日）
- ゲイリー・クーパー（1943年8月13日）
- エスター・ウィリアムズ（1944年8月1日） - 「G.I.ジョー」の一人として、実際のアメリカ陸軍軍人であるジョー・ブレインが式典に同席し、ウィリアムズのパネルに手形を残した。
- ジャック・オーキー（1945年2月21日）
- ジミー・デュランテ（1945年10月31日）- 鼻の型も刻まれた[9][10]。特徴的な鼻から「デカッ鼻」のあだ名があった。
- シド・グローマン（1946年1月24日）
- ジーン・ティアニー（1946年1月24日）
- アイリーン・ダン（1946年7月8日）
- レックス・ハリソン（1946年7月8日）
- マーガレット・オブライエン（1946年8月15日）
- ハンフリー・ボガート（1946年8月21日）
- ルエラ・パーソンズ（1946年9月30日）
- レイ・ミランド（1947年4月17日）
- ラウリッツ・メルヒオール（1947年11月17日）
- ジェームズ・ステュアート（1948年2月13日）
- ヴァン・ジョンソン（1948年3月25日）
- ジョージ・ジェッセル（1949年3月1日）
- ロイ・ロジャースと愛馬トリガー（英語版）（1949年4月21日） - トリガーの蹄鉄とリボルバーの型も刻まれた[11]。
- リチャード・ウィドマーク、チャールズ・ネルソン（英語版）（1949年4月24日）
- ジーン・クレイン（1949年10月17日）
- ジーン・ハーショルト（1949年10月20日）
- アン・バクスター、グレゴリー・ペック（1949年12月15日）
- ジーン・オートリーと愛馬チャンピオン・ジュニア（英語版）（1949年12月23日）

### 1950年代
- ジョン・ウェイン（1950年1月25日）
- ラナ・ターナー（1950年5月24日）
- ベティ・デイヴィス（1950年11月6日）
- ウィリアム・ランディガン（1950年12月29日）
- ケーリー・グラント（1951年7月16日）
- スーザン・ヘイワード（1951年8月10日）
- ヒルデガルト・ネーフ（1951年12月13日）
- オスカー・ウェルナー（1951年12月13日）
- ジェーン・ワイマン（1952年9月17日）
- エヴァ・ガードナー（1952年10月21日）
- クリフトン・ウェッブ（1952年12月7日）
- オリヴィア・デ・ハヴィランド（1952年12月9日）
- アドルフ・ズコール（1953年1月5日）
- エツィオ・ピンツァ（1953年1月26日）
- ドナルド・オコーナーと母エフィ（1953年2月25日）
- マリリン・モンロー、ジェーン・ラッセル（1953年6月26日） - モンローのイヤリングの型も刻まれた。
- ジーン・シモンズ（1953年9月24日）
- ダニー・トーマス（1954年1月26日）
- ジェームズ・メイソン（1954年3月30日）
- アラン・ラッド（1954年5月12日）
- エドマンド・パードム（1954年8月30日） - 本人の希望により1956年に撤去
- ヴァン・ヘフリン（1954年10月8日）
- ジョージ・マーフィ（1954年11月8日）
- ユル・ブリンナー（1956年3月22日）
- デボラ・カー（1956年3月22日）
- 『ジャイアンツ』のキャスト（1956年9月26日）
  - エリザベス・テイラー
  - ロック・ハドソン
  - ジョージ・スティーヴンス - プロデューサー
- エルマー・C・ローデン（1958年9月16日） - 映画プロデューサー。映画『ウィンドジャマー』の公開を記念して、レイフ・エリクソン財団により銘板を寄贈
- ロザリンド・ラッセル（1959年2月19日）

### 1960年代
- カンティンフラス（1960年12月28日）
- ドリス・デイ（1961年1月19日）
- ナタリー・ウッド（1961年12月5日）
- チャールトン・ヘストン（1962年1月18日）
- ソフィア・ローレン（1962年7月26日）
- カーク・ダグラス（1962年11月1日）
- ポール・ニューマン、ジョアン・ウッドワード（1963年5月25日）
- ジャック・レモン、シャーリー・マクレーン（1963年6月29日）
- マーヴィン・ルロイ（1963年10月15日） - 銘板を埋め込み
- ヘイリー・ミルズ（1964年2月22日）
- ディーン・マーティン（1964年3月21日）
- ピーター・セラーズ（1964年6月3日）
- デビー・レイノルズ（1965年1月14日）
- マルチェロ・マストロヤンニ（1965年2月8日）
- フランク・シナトラ（1965年7月20日）
- ジュリー・アンドリュース（1966年3月26日）
- ディック・ヴァン・ダイク（1966年6月25日）
- スティーブ・マックイーン（1967年3月21日）
- シドニー・ポワチエ（1967年6月23日）
- アンソニー・クイン（1968年12月21日）
- ダニー・ケイ（1969年10月19日）
- ジーン・ケリー（1969年11月24日）

### 1970年代
- フランシス・X・ブッシュマン（英語版）（1970年11月17日） - 1966年に死去。銘板を設置
- アリ・マッグロー（1972年12月14日）
- ジャック・ニコルソン（1974年6月17日）
- チャイニーズ・シアター50周年記念（1977年5月18日）
  - トム・ブラッドリー（英語版） - 当時のロサンゼルス市長
  - テッド・マン - チャイニーズ・シアターの当時のオーナー
- スター・ウォーズシリーズのキャラクターとキャスト（1977年8月3日）
  - ダース・ベイダー役デヴィッド・プラウズ
  - C-3PO役アンソニー・ダニエルズ
  - R2-D2役ケニー・ベイカー
- ジョージ・バーンズ（1979年11月25日）

### 1980年代
- ジョン・トラボルタ（1980年6月2日）
- バート・レイノルズ（1981年9月24日）
- ロンダ・フレミング（1981年9月28日）
- シルヴェスター・スタローン（1983年6月29日）
- ジョージ・ルーカス、スティーヴン・スピルバーグ（1984年5月16日）
- ドナルドダック、クラレンス・ナッシュ（1984年5月21日）
- クリント・イーストウッド（1984年8月21日）
- ミッキー・ルーニー（1986年2月18日）
- ハリウッド100周年・パラマウント映画75周年・チャイニーズ・シアター60周年記念（1987年5月14日）
- エディ・マーフィ（1987年5月14日）

### 1990年代
- スタートレックシリーズ25周年記念。『宇宙大作戦』（第1作）のキャスト（1991年12月5日）
  - ジーン・ロッデンベリー（プロデューサー） - 式典直前の10月24日に死去。スタートレックシリーズ生みの親であることを示す銘板が掲げられた。
  - ウィリアム・シャトナー
  - レナード・ニモイ
  - デフォレスト・ケリー
  - ジェームズ・ドゥーアン
  - ウォルター・ケーニッヒ
  - ニシェル・ニコルズ
  - ジョージ・タケイ
- ハリソン・フォード（1992年6月3日）
- マイケル・キートン （1992年6月15日）
- トム・クルーズ（1993年6月28日）
- メル・ギブソン （1993年8月23日）
- アーノルド・シュワルツェネッガー（1994年7月15日）
- メリル・ストリープ （1994年9月25日）
- ウーピー・ゴールドバーグ（1995年2月2日） - ドレッドロックスの型も刻まれた。
- ブルース・ウィリス（1995年5月18日）
- スティーヴン・セガール（1995年7月10日）
- ジム・キャリー（1995年11月1日）
- ジョニー・グラント（英語版）（1997年5月13日）
- ロバート・ゼメキス（1997年7月8日）
- マイケル・ダグラス（1997年9月10日）
- アル・パチーノ（1997年10月16日）
- デンゼル・ワシントン（1998年1月15日）
- ウォルター・マッソー（1998年4月2日）
- ウォーレン・ベイティ（1998年5月21日）
- ダニー・グローヴァー（1998年7月7日）
- トム・ハンクス（1998年7月23日）
- ロビン・ウィリアムズ（1998年12月22日）
- スーザン・サランドン（1999年1月11日）
- ウィリアム・F・“ビル”・ハーツ（チャイニーズ・シアター支配人）（1999年3月18日）
- ロン・ハワード（1999年3月23日）
- ショーン・コネリー（1999年4月13日）
- リチャード・ギア（1999年7月26日）
- テリー・セメル（英語版）、ボブ・デイリー（英語版）（1999年9月30日）

### 2000年代
- アンソニー・ホプキンス（2001年1月11日）
- ニコラス・ケイジ（2001年8月14日）
- マーティン・ローレンス（2001年11月19日）
- ジョン・ウー（2002年5月21日）
- モーガン・フリーマン（2002年6月5日）
- クリストファー・ウォーケン（2004年10月8日）
- ジャック・ヴァレンティ（英語版）（2004年12月6日）
- シェリー・ランシング（英語版）（2005年2月16日）
- アダム・サンドラー（2005年5月17日）
- ジョニー・デップ（2005年9月16日）
- サミュエル・L・ジャクソン（2006年1月30日）
- ケビン・コスナー（2006年9月6日）
- ブラッド・ピット、ジョージ・クルーニー、マット・デイモン、ジェリー・ワイントローブ（2007年6月5日）
- ハリー・ポッターシリーズのキャスト（2007年7月9日） - 作中で使用した杖の型も刻まれた。
  - ハリー・ポッター役ダニエル・ラドクリフ
  - ハーマイオニー・グレンジャー役エマ・ワトソン
  - ロン・ウィーズリー役ルパート・グリント
- ジョニー・グラント（英語版）（2007年7月9日） - 1997年に設置したものの痛みが激しくなったため再設置された。1回目設置時の日付が記入され、1回目のときの名前の綴りを間違えたのもそのまま再現された。
- ウィル・スミス（2007年12月10日）
- マイケル・ケイン（2008年7月11日）
- ヒュー・ジャックマン（2009年4月21日）
- ロバート・ダウニー・ジュニア（2009年12月7日）

### 2010年代
- ジェリー・ブラッカイマー（2010年5月17日）
- シェール（2010年11月18日）
- ロバート・デュヴァル （2011年1月5日）
- コービー・ブライアント（2011年2月19日）[12] - 2020年のヘリコプター墜落事故で死亡した後、床から撤去して展示していたが、2023年2月に再設置された。
- ヘレン・ミレン（2011年3月28日）
- ピーター・オトゥール（2011年4月30日）
- ジェニファー・アニストン（2011年7月7日）
- ミッキー・ローク（2011年10月31日）
- 『トワイライト・サーガ』のキャスト（2011年11月3日）
  - クリステン・スチュワート
  - ロバート・パティンソン
  - テイラー・ロートナー
- 『ウエスト・サイド物語』のキャスト（2011年11月15日）
  - リタ・モレノ
  - ラス・タンブリン
  - ジョージ・チャキリス
- マイケル・ジャクソン（2012年1月26日） - 2009年に死去。マイケルの子供のパリス、プリンス、ブランケットがマイケルの靴と手袋の型を取った後、3人の手形も刻まれた[13]。
- キム・ノヴァク（2012年4月14日）
- イ・ビョンホン、アン・ソンギ（2012年6月23日）
- クリストファー・ノーラン（2012年7月7日）
- ロバート・デ・ニーロ（2013年2月4日）
- ジェーン・フォンダ（2013年4月27日）
- ジャッキー・チェン（2013年6月6日）[14]
- ジェリー・マレン（英語版）（2013年9月18日）[15]
- サンドラ・ブロック（2013年9月25日）
- 馮小剛（2013年11月1日）
- エマ・トンプソン（2013年11月7日）
- ジョン・グッドマン（2013年11月14日）
- ベン・スティラー（2013年12月3日）
- MGM90周年記念、レオ・ザ・ライオン（2014年1月22日）
- ジェリー・ルイス（2014年4月12日）
- メル・ブルックス（2014年9月8日）- 装着していた義指を含めた6本指になっている[16]
- ジーナ・ローランズ（2014年12月5日）
- イーサン・ホーク（2015年1月8日）[17]
- ヴィンス・ヴォーン（2015年3月4日）[18]
- クリストファー・プラマー（2015年3月27日）
- ヴィン・ディーゼル（2015年4月1日）
- ドウェイン・ジョンソン（2015年5月19日）
- ジャスティン・リン、ヴィッキー・チャオ、黄暁明（2015年6月3日）
- 『ハンガー・ゲーム』のキャスト（2015年10月31日）
  - ジェニファー・ローレンス
  - ジョシュ・ハッチャーソン
  - リアム・ヘムズワース
- クエンティン・タランティーノ（2016年1月5日）
- フランシス・フォード・コッポラ（2016年4月29日）
- ティム・バートン（2016年9月8日）
- ジェフリー・カッツェンバーグ（2016年9月29日）
- ジェシカ・チャステイン（2016年11月3日）
- 『ラ・ラ・ランド』のキャスト（2016年12月7日）
  - エマ・ストーン
  - ライアン・ゴズリング
- ジェフ・ブリッジス（2017年1月6日）
- カール・ライナー、ロブ・ライナー（2017年4月7日）
- リドリー・スコット（2017年5月17日）
- マイケル・ベイ（2017年5月23日）[19]
- スタン・リー（2017年7月18日）[20]
- ケネス・ブラナー（2017年10月26日）
- キャリー・フィッシャー（2017年12月14日） - 2016年に死去。記念の銘板を設置。
- シシリー・タイソン（2018年4月27日）
- サム・エリオット（2019年1月7日）
- ビリー・クリスタル（2019年4月12日）
- 『アベンジャーズ/エンドゲーム』のキャスト（2019年4月23日）[21]
  - ロバート・ダウニー・ジュニア
  - クリス・エヴァンス
  - クリス・ヘムズワース
  - マーク・ラファロ
  - ジェレミー・レナー
  - スカーレット・ヨハンソン
  - ケヴィン・ファイギ - プロデューサー
- キアヌ・リーブス（2019年5月14日）
- ケヴィン・スミス、ジェイソン・ミューズ（2019年10月14日）
- ケヴィン・ハート（2019年12月10日）[22]

### 2020年代
- パトリック・スチュワート（2020年1月13日）[23]
- レジーナ・キング（2021年10月28日）
- リリー・トムリン（2022年4月22日）
- 3世代のプレスリー家の女性達（2022年6月21日）[24]
  - プリシラ・プレスリー - エルヴィス・プレスリーの妻
  - リサ・マリー・プレスリー - エルヴィス・プレスリーの娘
  - ライリー・キーオ - リサ・マリー・プレスリーの娘
  - フィンレー・アーロン・ラブ・ロックウッド - リサ・マリー・プレスリーの娘
  - ハーパー・ヴィヴィアン・アン・ロックウッド - リサ・マリー・プレスリーの娘
- ダイアン・キートン（2022年8月11日）
- マイケル・G・ウィルソン、バーバラ・ブロッコリ（2022年9月21日）
- ジェイミー・リー・カーティス（2022年10月13日）
- ジェームズ・キャメロン、ジョン・ランドー（2023年1月12日）[25]
- YOSHIKI（2023年9月14日）[26] - ドラムスティックの型も刻まれた。（日系人を除く）日本人では初めての手形の設置。
- ジェームズ・ホン（2024年2月24日）[27]

## 非公式
上記の一覧は「公式」の式典が行われて前庭にタイルが設置されたものであるが、それ以外に「非公式」のタイル設置式典が行われることがある。式典自体はチャイニーズ・シアターの前庭で公式のものと全く同様に行われるが、タイルは前庭に設置されない。これらは、映画やイベント、商品などのプロモーションの一環として行われるものである。
- ハービー（『ラブ・バッグ』などの映画に登場したフォルクスワーゲン・ビートル）（1977年7月11日）
- ロドニー・デンジャーフィールド（1980年7月24日）
- 『マイティ・モーフィン・パワーレンジャー』（1995年6月22日）
- 『白雪姫と7人の小人』（2004年2月5日）
- アルビンとチップマンクス（2011年11月1日）
- デヴィッド・ゲッタ（2011年12月3日） - チャイニーズ・シアター・シックスプレックスにて実施
- スマーフ（2011年12月13日）
- アギー（2012年6月25日）[28]
- ブリトニー・スピアーズ、サイモン・コーウェル、デミ・ロヴァート、L・A・レイド（英語版）（2012年9月12日）
- アフロジャック（2013年10月5日） - チャイニーズ・シアター・シックスプレックスにて実施
- フォード・マスタング（2013年12月5日）
- メリッサ・マッカーシー（2014年7月2日）
- オプティマスプライム、ピーター・カレン（2014年9月30日）[29]
- ケイティ・ペリー、ジェレミー・スコット（英語版）（2015年9月8日）
- ローランド・エメリッヒ（2016年6月20日）
- ドニー・イェン（2016年11月30日）
- マライア・キャリー（2017年11月1日）[30]
- ターメル・ホスニー（英語版）（2017年8月9日）
- ライオネル・リッチー（2018年3月7日）
- ピットブル（2018年12月14日）
- クインシー・ジョーンズ（2018年11月27日）
- ジョニー・ガレッキ、ジム・パーソンズ、ケイリー・クオコ、サイモン・ヘルバーク、クナル・ネイヤー、メイム・ビアリク、メリッサ・ラウシュ（2019年5月1日） - 『ビッグバン★セオリー/ギークなボクらの恋愛法則』のプロモーションのため
- マイケル・マドセン（2020年11月16日）
- サウル・アルバレス（2021年3月18日）[31]
- 『ティーンエイジ・ミュータント・ニンジャ・タートルズ』（2023年9月7日）